# Ел Сируело, Ел Сируело де лас Гвинас (Акила)
Ел Сируело, Ел Сируело де лас Гвинас (шп. El Ciruelo, El Ciruelo de las Güinas) насеље је у Мексику у савезној држави Мичоакан у општини Акила. Насеље се налази на надморској висини од 380 м.

## Становништво
Према подацима из 2010. године у насељу је живело 8 становника.

### Хронологија
| Година       | 2000       | 2005       | 2010 |
| ------------ | ---------- | ---------- | ---- |
| Становништво | 13 (7 / 6) | 10 (5 / 5) | 8    |

### Попис
| # | Индикатор                     | Вредност |
| - | ----------------------------- | -------- |
| 1 | Укупно домаћинстава           | 1        |
| 2 | Укупно насељених домаћинстава | 1        |
| 3 | Величина локације             | 1        |